# Версальська декларація
Версальська декларація (англ. Versailles declaration) — документ, виданий 11 березня 2022 року лідерами Європейської Унії у Версалі, Франція, у відповідь на широкомасштабне російське вторгнення в Україну в 2022 році, яке почалося двома тижнями раніше. Незважаючи на неофіційний документ, документ підтвердив підтримку Україні з боку Європейської Унії та окреслив плани спільноти щодо:
- зміцнення обороноздатности,
- зменшення енергетичної залежности,
- створення міцнішої економічної бази та
- заохочення інвестицій